# Świącie (Nosów)
Świącie – przysiółek wsi Nosów w Polsce, położony w województwie świętokrzyskim, w powiecie ostrowieckim, w gminie Waśniów.
W latach 1975—1998 przysiółek administracyjnie należał do województwa kieleckiego.